# Dennis Ward
Dennis Ward (Dallas, 22 novembre 1967) è un bassista e produttore discografico statunitense, noto per essere stato il bassista del gruppo heavy metal tedesco Pink Cream 69, e per la sua militanza nei Magnum.

## Biografia
È conosciuto nell'ambiente AOR come produttore di molti gruppi, sotto l'etichetta Frontiers Records, e per la sua militanza in band quali Unisonic e Khymera.
Nel 2018 fonda una nuova band chiamata Panorama, con la quale incide l'album Around the World, pubblicato nello stesso anno..
È anche membro della band britannica heavy metal Magnum.

## Discografia

### Con i Pink Cream 69
- 1989 - Pink Cream 69
- 1991 - One Size Fits All
- 1993 - Games People Play
- 1994 - Change
- 1997 - Food For Thought
- 1998 - Electrified
- 2000 - Sonic Dynamite
- 2001 - Endangered
- 2004 - Thunderdome
- 2007 - In10sity

### Con gli Unisonic
- 2012 - Ignition (EP)
- 2012 - Unisonic
- 2014 - For the Kingdom
- 2014 - Light of Dawn
- 2017 - Live in Wacken

### Con i Khymera
- 2005 - A New Promise
- 2008 - The Greatest Wonder
- 2015 - The Grand Design
- 2020 - Master of 1llusions

### Con i Pink Cream 69
- 1989 – Pink Cream 69
- 1991 – One Size Fits All
- 1993 – Games People Play
- 1994 – Change
- 1997 – Food For Thought
- 1998 – Electrified
- 2000 – Sonic Dynamite
- 2001 – Endangered
- 2004 – Thunderdome
- 2007 – In10sity
- 2013 – Ceremonial
- 2017 – Headstrong

### Con i Magnum
- 2009 - Into the Valley of the Moonking
- 2011 - The Visitation
- 2012 - On the 13th Day
- 2014 - Escape from the Shadow Garden
- 2018 - Lost on the Road to Eternity
- 2020 - The Serpent Rings
- 2022 - The Monster Roars